# Richard Connor
Richard Carroll Connor, conosciuto anche come Dick Connor (Pueblo, 25 marzo 1934 – 8 luglio 2019), è stato un tuffatore statunitense, vincitore della medaglia di bronzo ai Giochi olimpici di Melbourne 1956 nel concorso dei tuffi dal piattaforma.

## Palmarès
- Giochi olimpici

Melbourne 1956: argento dal piattaforma